# Sara Rattaro
Sara Rattaro (Génova, 9 de junio de 1975) es una novelista italiana.

## Biografía
Se licenció en Biología (1999) y en Ciencias de la Comunicación en su ciudad natal. Trabajó como visitadora médica antes de convertirse en escritora.
Sus novelas tratan temas como la maternidad, las relaciones familiares y la violencia doméstica, y han sido traducidos a muchos idiomas, español, alemán y ruso entre otros.

## Obra
- Sulla sedia sbagliata, 2010
- Un uso qualunque di te, 2012
- El amor imperfecto, 2014 (Non volare via, 2013)
- Niente è come te, 2014
- Brilla todo lo que puedas, 2017 (Splendi più che puoi, 2016)
- L'amore addosso, 2017
- Il cacciatore di sogni, 2017
- Uomini che restano, 2018
- Sentirai parlare di me, 2019

## Premios
- 2014 - Premio Città di Rieti
- 2015 - Premio Bancarella[1]
- 2015 - Premio Rhegium Julii - Premio especial "Fortunato Seminara"
- 2016 - Premio Rapallo Carige per la donna scrittrice[2]
- 2017 - Premio Fenice Europa - sección Claudia Malizia